# Helga Borsche
Pour les articles homonymes, voir Borsche.
Helga Borsche, née le 16 septembre 1939 à Berlin (Reich allemand), est une monteuse allemande.

## Filmographie
- 1969 : Alexandra - Portait in Musik (TV)
- 1970 : Il vaut mieux coucher avec une sirène que de dormir la fenêtre ouverte (Die fleißigen Bienen vom Fröhlichen Bock)
- 1971 : Il ne faut pas prendre mon... pour une tirelire!
- 1971 : Kompanie der Knallköppe
- 1972 : Les 69 Dalmatiennes (de)
- 1973 : Coiffeur
- 1976 : MitGift
- 1977 : Gefundenes Fressen
- 1978 : Das Männerquartett (TV)
- 1978 : Tagebuch des Verführers (TV)
- 1979 : Smash - Gefahr aus der Unendlichkeit
- 1979 : Der Ruepp (TV)
- 1980 : Die Kinder aus Nr. 67
- 1980 : Panic Time (Panische Zeiten)
- 1981 : Desperado City
- 1981 : Heute spielen wir den Boß
- 1982 : Die Chance
- 1982 : La Montagne magique (Der Zauberberg)
- 1983 : Plus rien à perdre (Dies rigorose Leben)
- 1983 : Ediths Tagebuch
- 1984 : Les Yeux du désir (de) (Tausend Augen)
- 1985 : André schafft sie alle
- 1985 : Die Cadillac Ranch Geschichte
- 1987 : Helsinki-Napoli (Helsinki Napoli All Night Long) de Mika Kaurismäki
- 1988 : Im Jahr der Schildkröte
- 1989 : Jenseits von Blau
- 1989 : Boomerang Boomerang (Bumerang - Bumerang)
- 1990 : Unter Freunden
- 1990 : Abrahams Gold
- 1991 : Lebewohl, Fremde
- 1991 : Sissi la valse des cœurs (Sisi und der Kaiserkuß)
- 1992 : Langer Samstag
- 1992 : Wir Enkelkinder
- 1992 : Die Distel
- 1993 : Domenica
- 1994 : Einfach nur Liebe
- 1995 : Ärztin in Angst (TV)
- 1995 : Fesseln (TV)
- 1995 : Entführung aus der Lindenstraße (TV)
- 1995 : Kriminaltango (série TV)
- 1996 : Eine unmögliche Hochzeit (TV)
- 1997 : Unter die Haut (TV)
- 1997 : Busenfreunde (TV)
- 1998 : Fever
- 1998 : Das Siegel
- 1998 : Busenfreunde 2 - Alles wird gut! (TV)
- 1999 : Rendezvous mit dem Teufel (TV)
- 1999 : Stella di mare – Hilfe, wir erben ein Schiff! (TV)
- 1999 : Morgen gehört der Himmel dir (TV)
- 2000 : Vino santo (TV)
- 2000 : Happy Hour oder Glück und Glas (TV)
- 2000 : O Palmenbaum (TV)
- 2001 : Edelweiss (TV)
- 2001 : Lonny, der Aufsteiger (TV)
- 2002 : 1809 Andreas Hofer - Die Freiheit des Adlers (TV)
- 2002 : Ein Hund kam in die Küche (TV)
- 2003 : Eine Liebe in Afrika (TV)
- 2003 : Annas Heimkehr (TV)
- 2003 : Dinner for Two (TV)
- 2004 : Une mamie envahissante (Zuckeroma) (TV)
- 2004 : Meine schöne Tochter (TV)
- 2005 : Margarete Steiff (TV)
- 2006 : Mein süßes Geheimnis (TV)
- 2006 : Une femme sans cœur (Feine Dame) (TV)
- 2007 : Muttis Liebling (TV)
- 2007 : Copacabana (TV)
- 2008 : Sur un air de tango (Die Liebe ein Traum) (TV)
- 2008 : Und ewig schweigen die Männer (TV)
- 2009 : Der Bär ist los! Die Geschichte von Bruno (TV)
- 2009 : Detektiv wider Willen (TV)
- 2009 : Sissi : Naissance d'une impératrice (Sisi) (TV)
- 2012 : Die Verführerin Adele Spitzeder (TV)
- 2012 : Clarissas Geheimnis (TV)
- 2013 : Stille (TV)

## Récompenses et distinctions
- 1984 : Deutscher Filmpreis du meilleur montage pour Ediths Tagebuch